# 1976年モントリオールオリンピックのフランス選手団
1976年モントリオールオリンピックのフランス選手団（1976ねんモントリオールオリンピックのフランスせんしゅだん）は、1976年7月17日から8月1日にかけてカナダのモントリオールで開催された1976年モントリオールオリンピックのフランス選手団、およびその競技結果。

## 概要
今大会は金メダル2個、銀メダル3個、銅メダル4個の合計9個のメダルを獲得した。

## メダル
| メダル | 選手名               | 競技   | 種目             |
| ------ | -------------------- | ------ | ---------------- |
| 金     | ギー・ドルー         | 陸上   | 男子110mハードル |
| 銀     | ダニエル・モレロン   | 自転車 | 男子スプリント   |
| 銅     | パトリック・ビアール | 柔道   | 男子70kg以下級   |